# إتش إم إس كورييه
إتش إم إس كورييه (1804) (بالانجليزية: HMS Curieux) كانت سفينة حربية تابعة لـبحرية المملكة المتحدة، بدأت حياتها كسفينة فرنسية تحت اسم Curieux، قبل أن تستولي عليها البحرية الملكية البريطانية عام 1804 وتُدخلها الخدمة.

## الخلفية
تم بناء السفينة في فرنسا عام 1800 كسفينة كورفيت، وقد تم تصميمها لأغراض المرافقة والاستطلاع ونقل الرسائل، وكانت تحمل 18 مدفعًا. استولت عليها القوات البريطانية خلال الحرب النابليونية في فبراير 1804 بالقرب من منطقة المارتينيك في البحر الكاريبي.

## الخدمة البريطانية
بعد انضمامها إلى البحرية الملكية البريطانية تحت اسم إتش إم إس كورييه، شاركت في عدة مهمات في البحر الكاريبي، بما في ذلك اعتراض السفن الفرنسية ومطاردة القراصنة.
في عام 1805، لعبت دورًا في العمليات البحرية حول جزر الهند الغربية، وكانت تحت قيادة القبطان جورج إدموندز، الذي لقي مصرعه لاحقًا أثناء اشتباك بحري.

## المصير
في سبتمبر 1809، تحطمت السفينة كورييه قرب سواحل غوادلوب أثناء تنفيذ عملية بحرية. تم إنقاذ معظم أفراد الطاقم، لكن تم اعتبار السفينة خسارة كاملة.